# Disciplina acadèmica
Una disciplina acadèmica o àmbit acadèmic és una subdivisió del coneixement que s'ensenya i s'investiga a nivell universitari o universitari. Les disciplines estan definides (en part) i reconegudes per les revistes acadèmiques en què es publica la investigació, i les societats docents i els departaments o facultats acadèmics dels col·legis i universitats als quals pertanyen els seus professionals. Les disciplines acadèmiques es divideixen convencionalment en humanitats, incloent-hi els estudis lingüístics, artístics i culturals, i les disciplines científiques, com la física, la química i la biologia; les ciències socials a vegades es consideren una tercera categoria.
Les persones associades a disciplines acadèmiques s'anomenen habitualment experts o especialistes. Altres, que poden haver estudiat arts liberals o teoria de sistemes en lloc de concentrar-se en una disciplina acadèmica específica, es classifiquen com a generalistes.
Tot i que les disciplines acadèmiques en si mateixes són pràctiques més o menys focalitzades, els enfocaments acadèmics com ara la multidisciplinarietat/interdisciplinarietat, la transdisciplinarietat i la interdisciplinarietat integren aspectes de múltiples disciplines acadèmiques, per tant aborden qualsevol problema que pugui sorgir d'una concentració estreta dins de camps d'estudi especialitzats. Per exemple, els professionals poden trobar problemes per comunicar-se entre disciplines acadèmiques a causa de diferències en el llenguatge, conceptes especificats o metodologia.
Alguns investigadors creuen que les disciplines acadèmiques poden, en el futur, ser substituïdes pel que es coneix com Mode 2 o "ciència postacadèmica", que implica l'adquisició de coneixements transversals mitjançant la col·laboració d'especialistes de diferents disciplines acadèmiques.
També es coneix com a camp d'estudi, camp d'investigació, camp d'investigació i branca del coneixement. Els diferents termes s'utilitzen en diferents països i camps.

## Història del concepte
La Universitat de París l'any 1231 constava de quatre facultats : Teologia, Medicina, Dret Canònic i Arts. Les institucions educatives van utilitzar originàriament el terme "disciplina" per catalogar i arxivar el conjunt d'informació nou i en expansió produït per la comunitat acadèmica. Les designacions disciplinàries es van originar a les universitats alemanyes a principis del segle xix.
La majoria de disciplines acadèmiques tenen les seves arrels a la secularització de les universitats de mitjans i finals del segle xix, quan els plans d'estudis tradicionals es van complementar amb llengües i literatures no clàssiques, ciències socials com ara ciències polítiques, economia, sociologia i administració pública i naturals. disciplines de ciència i tecnologia com la física, la química, la biologia i l'enginyeria.
A principis del segle xx, es van afegir noves disciplines acadèmiques com l'educació i la psicologia. A les dècades de 1970 i 1980, es va produir una explosió de noves disciplines acadèmiques centrades en temes específics, com els estudis dels mitjans de comunicació, els estudis de les dones i els estudis africans. També van sorgir a les universitats moltes disciplines acadèmiques dissenyades com a preparació per a carreres i professions, com ara la infermeria, la gestió hotelera i el sistema penitenciari. Finalment, camps d'estudi científics interdisciplinaris com la bioquímica i la geofísica van guanyar protagonisme a mesura que la seva contribució al coneixement va ser àmpliament reconeguda. Algunes disciplines noves, com l'administració pública, es poden trobar en més d'un àmbit disciplinari; alguns programes d'administració pública s'associen a escoles de negocis (emfatitzant així l'aspecte de gestió pública), mentre que d'altres estan vinculats a l'àmbit de les ciències polítiques (emfasitzant l'aspecte d'anàlisi de polítiques).
A mesura que s'acostava el segle xx, aquestes designacions van ser adoptades gradualment per altres països i es van convertir en els subjectes convencionals acceptats. No obstant això, aquestes designacions difereixen entre diversos països. Al segle xx, les disciplines de les ciències naturals incloïen: física, química, biologia, geologia i astronomia. Les disciplines de les ciències socials incloïen: economia, política, sociologia i psicologia.
Abans del segle xx, les categories eren àmplies i generals, cosa que s'esperava per la manca d'interès per la ciència de l'època. Amb rares excepcions, els professionals de la ciència acostumaven a ser aficionats i se'ls referia com a "historiadors naturals" i "filòsofs naturals" (etiquetes que es remunten a Aristòtil) en lloc de "científics". La història natural es referia al que ara anomenem ciències de la vida i la filosofia natural es referia a les ciències físiques actuals.
Abans del segle xx, hi havia poques oportunitats per a la ciència com a ocupació fora del sistema educatiu. L'educació superior va proporcionar l'estructura institucional per a la investigació científica, així com el suport econòmic per a la recerca i la docència. Aviat, el volum d'informació científica va augmentar ràpidament i els investigadors es van adonar de la importància de concentrar-se en camps més petits i estrets d'activitat científica. A causa d'aquesta reducció, van sorgir especialitzacions científiques. A mesura que es van desenvolupar aquestes especialitzacions, les disciplines científiques modernes a les universitats també van millorar la seva sofisticació. Finalment, les disciplines identificades per l'acadèmia es van convertir en les bases per als estudiosos d'interessos i coneixements especialitzats específics.

## Funcions i crítica
Una crítica influent del concepte de disciplines acadèmiques va venir de Michel Foucault al seu llibre de 1975, Discipline and Punish. Foucault assegura que les disciplines acadèmiques provenen dels mateixos moviments socials i mecanismes de control que van establir el sistema penitenciari i penitenciari modern a la França del segle xviii, i que aquest fet revela aspectes essencials que continuen tenint en comú: «Les disciplines caracteritzen, classifiquen, s'especialitzen; es distribueixen al llarg d'una escala, al voltant d'una norma, jerarquitzen els individus entre si i, si cal, desqualifiquen i invaliden". (Foucault, 1975/1979, pàg. 223)

## Comunitats de disciplines acadèmiques
Les comunitats de disciplines acadèmiques es poden trobar fora de l'acadèmia dins de les corporacions, agències governamentals i organitzacions independents, on prenen la forma d'associacions de professionals amb interessos comuns i coneixements específics. Aquestes comunitats inclouen els think tanks corporatius, la NASA i la IUPAC. Comunitats com aquestes existeixen per beneficiar les organitzacions afiliades a elles proporcionant noves idees especialitzades, investigacions i troballes.
El grau de desenvolupament d’una nació determina quines disciplines acadèmiques són més necessàries en cada moment. Una nació que està emergent pot enfocar-se més en el govern, la política i l’enginyeria que en les humanitats, les arts i les ciències socials. En canvi, una nació que està consolidada pot dedicar més recursos a les arts i les ciències socials. Així, les disciplines acadèmiques tenen diferents rols segons l’etapa de desenvolupament de cada nació.

## Interaccions
Aquestes categories expliquen com interactuen les diferents disciplines acadèmiques entre elles.

### Multidisciplinar
El coneixement multidisciplinari està associat a més d'una disciplina o professió acadèmica existent.
Persones de diversos camps i orígens acadèmics formen una comunitat o projecte multidisciplinari. Col·laboren com a socis iguals per resoldre un problema compartit. Una persona multidisciplinària té qualificacions de més d’un camp acadèmic. Aquesta persona pot ocupar el lloc de dues o més persones en una comunitat multidisciplinària. El nombre de camps acadèmics implicats en el treball multidisciplinari no canvia gaire amb el temps. El principal problema és com dividir el problema en parts més petites, i després utilitzar el coneixement dels membres de la comunitat per resoldre’ls. De vegades, aquestes comunitats i projectes s'enfronten a dificultats a causa de diferents terminologies i massa comunicació. No obstant això, si poden tractar problemes similars dividint-los adequadament, una comunitat multidisciplinària pot ser molt productiva i exitosa.
Una idea específica pot sorgir simultàniament en diferents camps acadèmics. Per exemple, una d’aquestes idees va ser canviar el focus de la percepció sensorial del tot a “el ‘camp total’ com una unitat d’atenció”, “el patró com una forma i funció unificades”, i “l’estructura i la configuració com una idea integral”. Aquesta idea va influir en l’art (cubisme), la física, la poesia, la comunicació i la teoria de l’educació. Marshall McLuhan va argumentar que aquest canvi de perspectiva va ser causat pel pas de l’era de la mecanització, amb la seva lògica seqüencial, a l’era de l’electricitat, amb les seves dinàmiques simultànies.
Les persones que treballen des de diferents disciplines acadèmiques poden contribuir a la innovació del futur. Això es reflecteix en les polítiques europees que promouen la formació de xarxes multidisciplinàries per afrontar els Grans Reptes socials, com la Unió per a la Innovació i el programa Horitzó 2020. La innovació interdisciplinària es veu com la clau per crear nous productes, sistemes i processos que beneficiïn el creixement i el benestar de les societats. Hi ha exemples de casos d’èxit a nivell regional, com Biopeople, i a nivell acadèmic i industrial, com SHARE.ku.dk, en l’àmbit de la medicina translacional a Dinamarca, que mostren com la multidisciplinarietat pot impulsar el canvi de paradigma.

### Transdisciplinar
La transdisciplinarietat és l’objectiu final de tot el treball interdisciplinari. Els equips interdisciplinaris combinen coneixements de diferents disciplines per crear alguna cosa nova, però els equips transdisciplinaris van més enllà i intenten integrar totes les disciplines en un tot coherent.

### Transdisciplinaris
El coneixement transversal és el que explica aspectes d'una disciplina en termes d'una altra. Exemples habituals d'enfocaments transversals són els estudis de la física de la música o la política de la literatura.

## Estudis bibliomètrics
La bibliometria es pot utilitzar per mapejar diversos problemes relacionats amb disciplines, per exemple, el flux d'idees dins i entre disciplines (Lindholm-Romantschuk, 1998) o l'existència de tradicions nacionals específiques dins de disciplines. L'impacte acadèmic i la influència d'una disciplina sobre una altra es poden entendre analitzant el flux de cites.
La bibliometria és un mètode senzill que es basa en comptar citacions. Pretén ser objectiu, però pot ser distorsionat per ignorar els aspectes qualitatius de l’avaluació. El recompte de citacions reflecteix la popularitat d’un domini més que la qualitat o la novetat de les publicacions.